# Parafia Najświętszego Serca Jezusowego w Lublinie
Parafia pw. Najświętszego Serca Jezusowego w Lublinie – parafia rzymskokatolicka w Lublinie, należąca do archidiecezji lubelskiej i dekanatu Lublin – Południe. Została erygowana 1 stycznia 1934.
Obejmuje ulice: Bagatela, Biernata, Błękitna, Chełmońskiego, Chłodna, Czeska, Dąbrowska, Dunikowskiego, Dziesiąta, Herberta, Jachowicza, Kochanowskiego, Kononowicza, Kopernika, Kotlarska, Koźmiana, Krańcowa, Kraszewskiego, Kunickiego, Kwiatowa, Leśna, Łazienkowska, Matejki, Mickiewicza, Mireckiego, Młodzieżowa, Mochnackiego, Moniuszki, Morcinka, Morsztynów, Nadrzeczna, Nowy Rynek, Nowy Świat, Oboźna, Oczki, Orzechowskiego, Orzeszkowej, Pawia, Pawłowa, Piaskowa, Piękna, Próżna, Pruszyńskiego, Przybylskiego, Pułaskiego, Rejtana, Reymonta, Robotnicza, Róży Wiatrów, Skośna, Skrzynicka, Słodowa, Słowackiego, Sokolniki, Spacerowa, Stanisławskiej, Szańcowa, Ściegiennego, Śliska, Świętochowskiego, Wałowa, Wilcza, Wojenna, Wyścigowa, Wyzwolenia, Zabłockiego, Zaciszna, Zegadłowicza, Zemborzycka, Żeleńskiego, Żeromskiego.
Nowy kościół parafialny został wybudowany w latach 1985–1988. W podziemiu kościoła znajduje się kaplica adoracji Najświętszego Sakramentu, otworzona w 2014. W tymże roku parafia obchodziła 80-lecie istnienia. 
Na terenie parafii funkcjonuje Archidiecezjalne Studium Organistowskie.

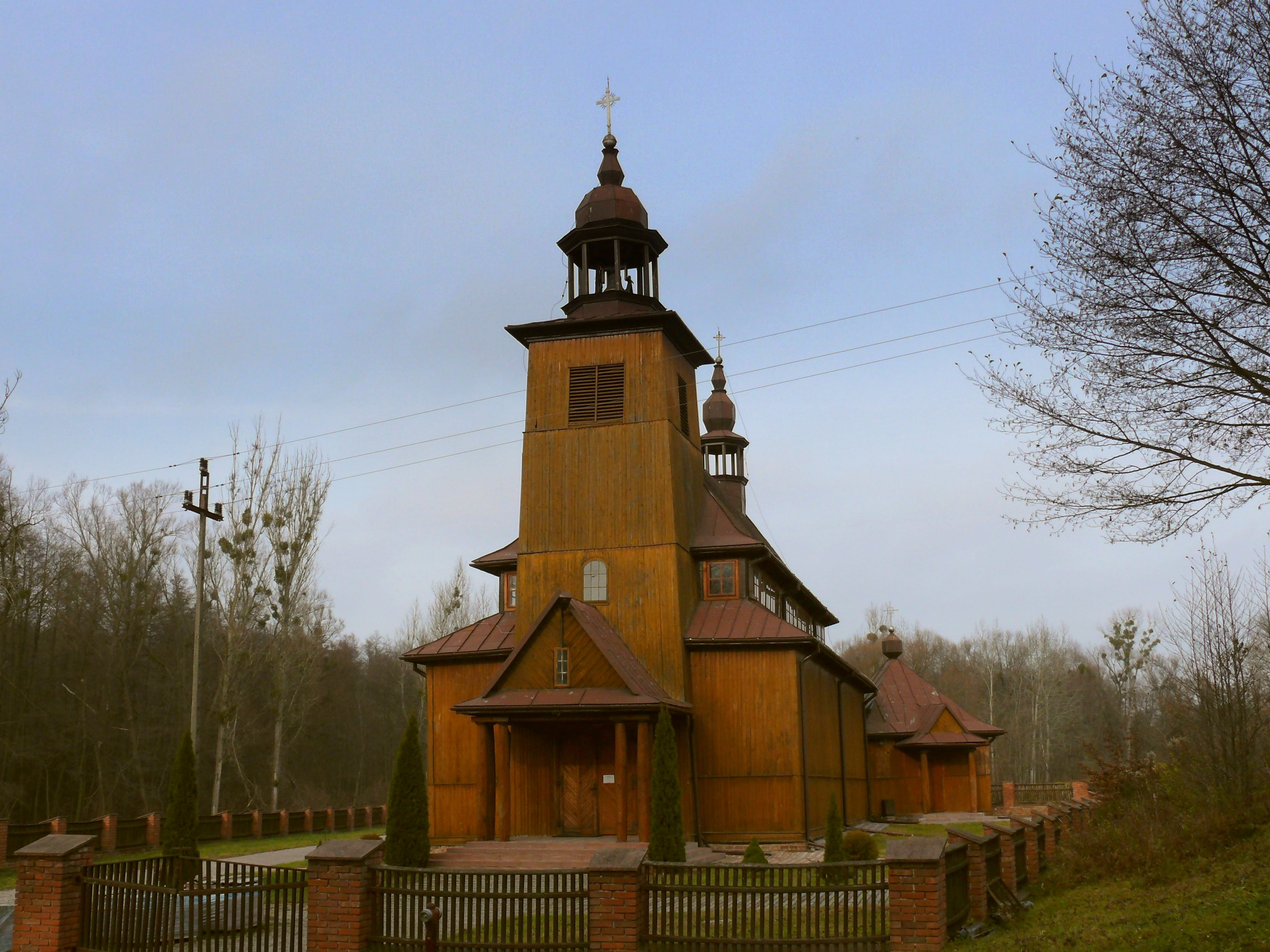
Stary kościół, przeniesiony do Pilaszkowic